# 洛瓦特拉市

洛瓦特拉市（西班牙語：Municipio Lobatera），是委內瑞拉的一個市，位於該國西南部塔奇拉州，首府設於洛瓦特拉，面積252平方公里，海拔高度750米，2011年人口11,158，人口密度每平方公里44.28人。